# Battered wives: why are they beaten and why do they stay?
Battered wives: why are they beaten and why do they stay? (svenska: "Slagna fruar: varför blir de slagna och varför stannar de") är titeln på psykiatern Bo Bergmans doktorsavhandling från 1987.
Bergmans avhandling var en tvärsnittsstudie av en grupp cirka 100 våldsutsatta kvinnor som sökte sig till sjukhusets akutmottagning. Många hade helt enkelt ingen annanstans att ta vägen. De var överlag lindrigt skadade. Det var alltså inte främst medicinska eller kirurgiska behov som förde kvinnorna till vården utan främst psykosociala problem. Trots ett omfattande och speciellt finansierat rehabiliteringsprojekt som syftade till att förändra kvinnors livssituation återvände flertalet till sina män efter en natt på sjukhuset. En femårsuppföljning visade att sjukvårdskonsumtionen i allmänhet och framförallt självmordsförsöken ökade.
Avhandlingen var en av de första som sökte empiriska förklaringar till hustrumisshandel. En statistisk analysmetod användes för att finna systematiska mönster hos de kvinnor som förblir sammanboende med misshandlande män.
Vid disputationen väckte avhandlingen mycket uppmärksamhet.[källa behövs]
Vård- och forskningsinstitutioner har sedan Bergman lade fram sin avhandling utvecklat nya omhändertagande- och dokumentationsmetoder för dessa kvinnor och barn, med fokus på dels de särskilda svårigheter kvinnorna har att bryta upp från de destruktiva relationerna, dels den särskilda problematik som råder rättsligt för inomfamiljärt våld.

## Omständigheter kring disputationen
Avhandlingen ledde vid disputationen till en hetsig debatt mellan professorn i sociologi Eva Lundgren och Bergman. Lundgren konstaterade i sitt kritiska inlägg att om man är intresserad av våldet mot kvinnor bör man primärt undersöka dem som utför våldet. Hon var också kritisk till att de egenskaper Bergmans grupper ansågs ha gjorde att samtliga kvinnor i världen lever under ständigt hot att bli slagna då ingen kvinna hade flera av de presenterade egenskaperna. Hon menade även att det är oetiskt att genomföra studier av "personlighet" på människor som befinner sig i psykisk och fysisk chock och därtill knappast kan förväntas vara "sitt rätta jag" eftersom kvinnan då befinner sig i en stark social nödsituation.
Många medicinska forskare vände sig mot vad man uppfattade som oprofessionell inblandning av en forskare från en annan vetenskaplig domän. Konflikten förstärktes också av skillnader inom forskningsinriktning, där medicinsk vetenskap är empirisk och kvantitativ medan Lundgren utnyttjar en teoretisk och kvalitativ forskningsmetodik. Bergmans avhandling godkändes, men en lång debatt följde inom vården efter den kritik Lundgren framfört. 